# 애기마름
애기마름은 부처꽃과에 딸린 한해살이풀이다.
한국 중부 이남에 분포한다. 잎은 난상 마름모형, 길이 1-2cm, 윗부분에만 톱니가 있고, 표면은 광택이 나며, 뒷면은 털이 약간 있고, 줄기 끝에 밀생, 잎자루는 길이 1-8cm, 털이 없고, 기낭은 원형이다. 꽃은 양성화, 흰색, 지름 6-8cm, 잎겨드랑이에 1송이씩 달리고, 꽃자루는 길다. 열매는 4개의 가시가 있고, 상부의 지름 2-3cm이다. 애기마름은 마름에 비해서 잎·꽃·열매가 아주 작으며 씨는 식용한다.

## 사진

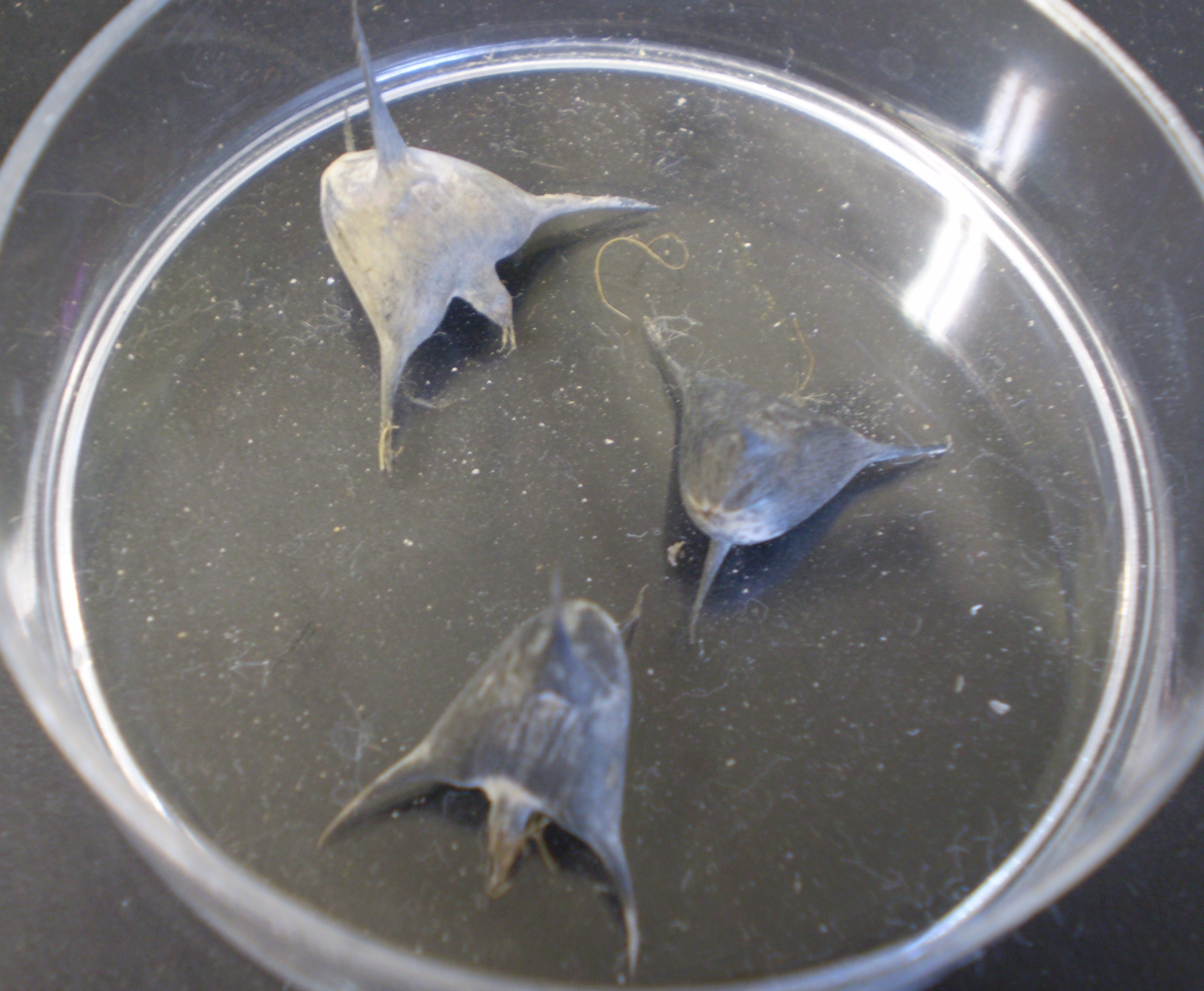
열매